# Сток-Айленд (Флорида)
Сток-Айленд (англ. Stock Island) — переписна місцевість (CDP) в США, в окрузі Монро штату Флорида. Населення — 4722 особи (2020).

## Географія
Сток-Айленд розташований за координатами 24°33′50″ пн. ш. 81°44′23″ зх. д. / 24.56389° пн. ш. 81.73972° зх. д. (24.563990, -81.739793).  За даними Бюро перепису населення США в 2010 році переписна місцевість мала площу 5,44 км², з яких 2,17 км² — суходіл та 3,27 км² — водойми.

## Демографія
Згідно з переписом 2010 року, у переписній місцевості мешкало 3919 осіб у 1396 домогосподарствах у складі 902 родин. Густота населення становила 720 осіб/км².  Було 1644 помешкання (302/км²).
Расовий склад населення:
| - 79,1 % — білих - 17,2 % — чорних або афроамериканців - 0,3 % — корінних американців - 0,3 % — азіатів - 1,1 % — осіб інших рас |

До двох чи більше рас належало 1,9 %. Частка іспаномовних становила 49,7 % від усіх жителів.
За віковим діапазоном населення розподілялося таким чином: 21,8 % — особи молодші 18 років, 67,9 % — особи у віці 18—64 років, 10,3 % — особи у віці 65 років та старші. Медіана віку мешканця становила 37,4 року. На 100 осіб жіночої статі у переписній місцевості припадало 112,3 чоловіків;  на 100 жінок у віці від 18 років та старших — 114,4 чоловіків також старших 18 років.
Середній дохід на одне домашнє господарство  становив 51 953 долари США (медіана — 45 417), а середній дохід на одну сім'ю — 56 781 долар (медіана — 55 333). Медіана доходів становила 31 813 долари для чоловіків та 26 520 доларів для жінок. За межею бідності перебувало 14,9 % осіб, у тому числі 19,8 % дітей у віці до 18 років та 26,8 % осіб у віці 65 років та старших.
Цивільне працевлаштоване населення становило 2407 осіб. Основні галузі зайнятості: мистецтво, розваги та відпочинок — 28,9 %, роздрібна торгівля — 27,0 %, освіта, охорона здоров'я та соціальна допомога — 13,2 %, фінанси, страхування та нерухомість — 9,8 %.